# 원주 (가수)
원주(1990년 12월 21일 ~ )는 대한민국의 가수다. 2019년 싱글 《바람 불어와》로 정식 데뷔했다.

## 학력
- 동덕여자대학교 국제경영학과

## 방송
- 슈퍼스타K6 (2014) - 슈퍼위크 진출 후 기권
- 히든싱어 3 (2014) - 이선희 편 준우승, 왕중왕전 5위
- 크리미널 마인드 (2017)
- 캐스팅 콜 (2018) - Top14
- 제3의 매력 (2018)

## 음반
- 바람 불어와 (2019)
- 빗소리 (2020)

## 피처링
- 임재용 <너와 나 우리> (2015)
- 서서우재 <Beer> (2015)
- 서서우재 <따뜻한 커피> (2015)

## 작사
- 함희태 <이별 詩> (2019)